# Botryobasidium ansosum
Botryobasidium ansosum är en svampart som först beskrevs av H.S. Jacks. & D.P. Rogers, och fick sitt nu gällande namn av Erast Parmasto 1968. Botryobasidium ansosum ingår i släktet Botryobasidium och familjen Botryobasidiaceae.   Inga underarter finns listade i Catalogue of Life.